# احمد فؤادی
احمد فؤادی (انگلیسی: Ahmad Fuadi؛ زادهٔ ۳۰ دسامبر ۱۹۷۳) نویسنده اهل اندونزی است.

## زندگی
وی برندهٔ جوایزی همچون برنامه فولبرایت شده‌است. او از دانش‌آموختگان دانشگاه رویال هالووی لندن است.